# جمشيدآباد (مقاطعة دلفان)
جمشيدآباد (بالفارسية: جمشيدآباد, دلفان) هي قرية تقع في قسم كاكاوند الشرقي الريفي (مقاطعة دلفان) في إيران. يقدر عدد سكانها بـ 49 نسمة بحسب إحصاء 2016.